# La dolça Neus
Neus Soldevilla Bartrina, més coneguda com «La dolça Neus», va ser una de les principals implicades en un parricidi que va impactar la societat espanyola en la dècada de 1980. El 28 de juny de 1981, a la seva casa d'Esplucs (la Llitera), Neus va instigar els seus fills a assassinar al seu espòs, Joan Vila Carbonell. La seva filla Marisol, de 14 anys, va disparar i va matar el seu pare mentre ell dormia.
Joan Vila, empresari industrial i militant de Fuerza Nueva, obligava els seus fills a treballar des d'una edat primerenca i els sotmetia a càstigs físics. Aquest ambient va portar la Neus a planejar l'assassinat, convencent els seus fills que la seva mort alliberaria a la família. Malgrat els dubtes dels dos fills homes, la Marisol va executar el crim.
Després de l'assassinat, la Neus i els seus fills van intentar encobrir el crim, fingint un robatori, però la policia va descobrir la veritat gràcies a la confessió d'una treballadora domèstica. El 1986, la Neus va ser condemnada a 28 anys de presó com a coautora del parricidi. Posteriorment, va escapar de la presó i es va traslladar a l'Equador, on va viure diversos anys abans de tornar a Espanya. La seva història ha estat objecte d'atenció mediàtica i ha estat portada al cinema, reflectint les complexitats dels vincles familiars i les dinàmiques d'abús.